# Édouard Daladier

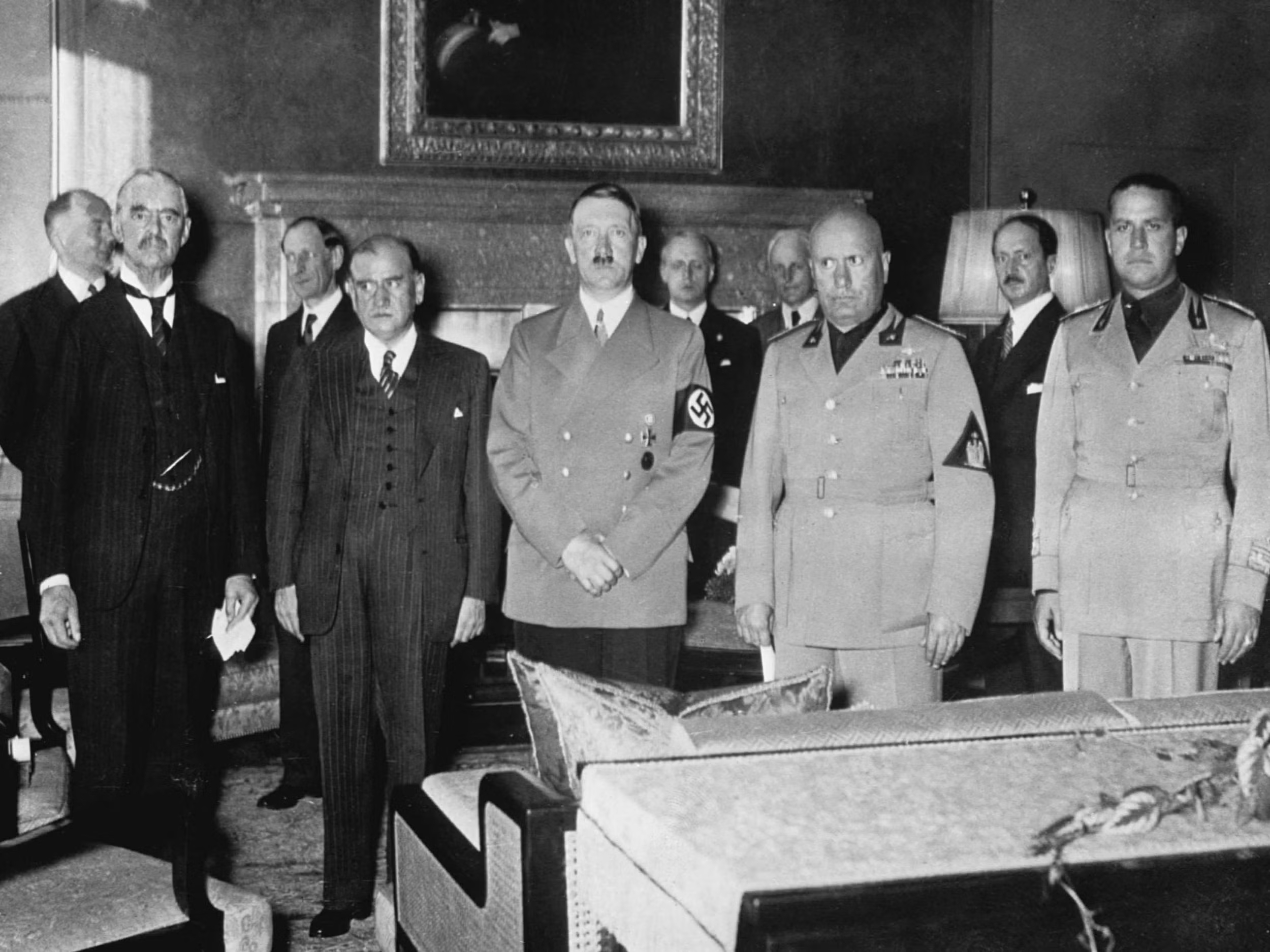
Chamberlain, Daladier, Hitler, Mussolini i el ministre italià d'Afers Exteriors Galeazzo Ciano (de l'esquerra) durant les negociacions de Múnic. Al fons de Ribbentrop i Weizsäcker.

Édouard Daladier (Carpentràs, Vauclusa, 18 de juny de 1884 - París, 10 d'octubre de 1970) va ser un polític francès (Partit Radical Socialista). Durant la dècada de 1930, Daladier va ser diverses vegades primer ministre, en les quals va dur a terme una política d'apaivagament davant l'Alemanya nazi.

## Biografia
Édouard Daladier va ensenyar història al Lycée Thiers de Marsella i es va convertir en membre del Parti Radical Socialiste. L'any 1911 entrà en política presentant-se a les eleccions municipals de Carpentràs i, després de guanyar-les, es convertí en alcalde del municipi. Va lluitar a la Primera Guerra Mundial des de 1914, va aconseguir el grau de tinent i va tornar el 1918 amb la Legió d'Honor. Va ser triat diputat per Vaucluse a la Cambra de Diputats (Chambre des députés), escó que va conservar entre 1919 i 1940. Es va convertir en president del Partit Radical durant els anys 1927-1930 i 1936-1938. Daladier, en política, era conegut com «el brau de Vaucluse», a causa del seu coll gruixut, les seves amples espatlles i la seva mirada decidida.
Va participar en els governs de l'esquerra, entre 1924 i 1932, a petició d'Édouard Herriot, com a Ministre de Colònies (1924), de la Guerra (1925), d'Instrucció Pública (1926), i Obres Públiques (tres vegades entre 1930 i 1932). Va ser decisiu en la ruptura del Partit Radical amb el SFIO socialista el 1926, durant l'anomenat Cartel des gauches («Aliança de les esquerres»).
De l'octubre del 1925 el gener de 1933 va tenir un càrrec ministerial durant set mesos.
De 1933 a 1940 va ser primer ministre d'una coalició de centre-esquerra cinc vegades (gener a octubre de 1933, nou dies al gener i febrer de 1934, fins després dels disturbis del 6). El febrer de 1934 va haver de dimitir, 12 d'abril de 1938 a 20 de març de 1940). Durant el popular govern frontal sota el socialista Léon Blum (armaris Blum I i II) va ser ministre de guerra. Els governs de Daladier sovint depenien de la tolerància o el suport de canviar els camps polítics, i també havia de canviar de rumb algunes vegades.
El 1938 es va fer càrrec de la política britànica d'aprazament i va comptar amb Arthur Neville Chamberlain amb una part considerable en la formació de l'Acord de Múnic, que en el curs de la crisi dels Sudets va assignar els territoris alemanys als Sudets al Reich alemany. Després de la crisi dels Sudets, va avançar el rearmament llargament descuidat de França. El 3 de setembre de 1939, després de l'atac de Hitler a Polònia l'1 de setembre de 1939, Daladier va declarar la guerra al Reich alemany, que realment volia evitar, segons la garantia britànic-francesa a Polònia. Al març de 1940, Daladier va renunciar com a primer ministre perquè havia denegat a Finlàndia democràtica durant la guerra hivernal contra la Unió Soviètica reclamada per l'ajuda pública. Paul Reynaud es va convertir en el seu successor. El propi Daladier es va convertir en ministre de guerra i en els darrers dies va perdre davant del ministre d'Afers Exteriors d'Alemanya. Després del bombardeig de la Wehrmacht alemanya contra França, Daladier va fugir al Marroc, però va ser capturat i acusat pel règim de Vichy a la tardor de 1941 juntament amb Léon Blum en el judici de Riom per traïció. El procés va ser segrestat pel poder judicial francès i establert el 1943 sobre instrucció alemanya.
Al 1943 Daladier va ser deportat juntament amb l'expresident Albert Lebrun de la potència d'ocupació a Alemanya i internat juntament amb altres francesos al castell d'Itter de Wörgl al Tirol. El 5 de maig de 1945, els presoners van ser posats en llibertat a la batalla d'Itter per soldats deserts de la Wehrmacht i per l'exèrcit nord-americà en acció contra els Waffen-SS.
Daladier va ser elegit de nou entre 1946 i 1958 als diputats i va ser una figura forta del Partit radical durant la Quarta República, un dels oponents de De Gaulle. Des de 1956 va ser president del grup del seu partit a l' Assemblea Nacional. Al 1958, al Parlament, es va oposar a la decisió majoritària d'autoritzar el general Charles de Gaulle, nomenat pel president René Coty per encapçalar el govern, per redactar una nova constitució. Daladier va ser president honorari del seu partit, que es va dividir en dues ales a la Cinquena República, de la qual l'esquerra com a MRG (Mouvement des Radicaux de Gauche) va rebre una aliança amb els socialistes Parti socialiste français. De 1953 a 1958 va ser alcalde d'Avinyó.